# Stibara apicalis
Stibara apicalis là một loài bọ cánh cứng trong họ Cerambycidae.